# Ponad nami tylko niebo
Ponad nami tylko niebo (niem. Über uns das All) – niemiecki film dramatyczny w reżyserii Jana Schomburga, który zadebiutował podczas 61. Międzynarodowego Festiwalu Filmowego w Berlinie.

## Opis fabuły
Martha (Sandra Hüller) po śmierci męża Paula (Felix Knopp) związuje się z mężczyzną, który przypomina jej byłego męża.

## Obsada
- Sandra Hüller jako Martha Sabel
- Georg Friedrich jako Alexander Runge
- Felix Knopp jako Paul Sabel
- Kathrin Wehlisch jako Trixi
- Valery Tscheplanowa jako Anja
- Stephan Grossmann jako Bruno Heimann
- Aljoscha Stadelmann jako Bernd
- Piet Fuchs jako Bestatter Soltau
- Martin Reinke jako prof. Gellendorf
- Verena Plangger jako pani Blume

## Nagrody i nominacje
Berlinale 2011
- Nagroda Label Europa Cinemas – Jan Schomburg

Lato filmów 2011
- Nagroda jury międzynarodowego konkursu na film z najlepszym scenariuszem – Udział w konkursie głównym Jan Schomburg

Lato filmów 2012
- nominacja: Nagroda jury konkursu na film z najlepszym scenariuszem – Złote Pióro Jan Schomburg